# フェデリコ・モンポウ
フレデリク（フェデリコ）・モンポウ（カタルーニャ語: Frederic Mompou i Dencausse、スペイン語: Federico Mompou, 1893年4月16日 バルセロナ - 1987年6月30日 バルセロナ）はスペイン、カタルーニャの作曲家。

## 略歴
父親はカタルーニャ人の鐘造り職人で、母親はフランス人だった。おばからピアノの手解きを受ける。15歳のとき初めてピアノの公開演奏を行い、1909年にはガブリエル・フォーレが開いた演奏会に接したことから、作曲家になることを決心する。
地元バルセロナのリセウ音楽院でピアノを学んだ後、1911年にエンリケ・グラナドスのフォーレ宛の紹介状を携えてパリに行き、パリ音楽院への留学を志すも断念。結局その地でイシドール・フィリップやフェルディナン・モット＝ラクロワにピアノを師事する。同年、クロード・ドビュッシーやエリック・サティに強烈に影響された最初のピアノ曲集の第1部を書き上げる。極端に内気な性格だったため、演奏家として立つことを断念し、代わりに作曲に身を捧げることにした。1914年に第一次世界大戦を避けてバルセロナに戻り、最初の重要なピアノ曲集《内なる印象（Impresiones intimas）》や《魔法の歌（Cants Màgics）》、《子供の情景（Escenas de niños）》を書き上げる。
1921年（もしくは1920年）に再びパリを訪れる。1924年にケーキ屋を開くが間もなく倒産する。1937年まで神経衰弱のため何も作曲しなかった。また1937年には兄弟の一人が結核に倒れ、父親も同じ病で他界した（母親は1938年に再婚する）。
1941年にナチス軍によるパリ占領を避けてバルセロナに帰郷。同年、国際コンクールの会場でピアニストのカルメン・ブラーボと知り合う。長年にわたって友情を培った末の1957年に二人は結婚した。この頃から創作活動の第2期に入った。
カタルーニャ帰国後はサン・ジョルディ王立音楽院の教員に就くことができた。そのほかには目立った公職に就かぬまま、94歳で没するまでカタルーニャで静かな生活を送り、創作活動を続けた。
モンポウはプーランクのほかに、ダリウス・ミヨーやエイトル・ヴィラ＝ロボス、アルトゥール・ルービンシュタインらと親交があった。

## 作風と評価
モンポウは小品作家としてとりわけ名高く、「繊細」「内省的」「静謐」と評される、短い即興的な作品を作曲した。フランス近代音楽、とりわけ印象主義音楽に影響された作風を採り、最低限に抑え込まれた楽曲の展開、非常に小さな形式を枠組みとした表現、近代的な和声法といった音楽語法が見られる。オスティナート音型や鐘の模倣、ある種の魔術的・瞑想的な響きに対するモンポウの好みについて、音楽評論家のライオネル・ソルターは、「十字架のヨハネにも似た（中略）しじまの声」と呼んだ。作品には小節線のないものも多く、エリック・サティの書法と表面上の類似が見られる。
個別の楽曲が小品である一方で、小品集が連作的な曲集へと成長し、最後の曲集が成立するまで長期間を経ることが間々あった。またひとつの曲集でも、着想から発表までにしばしば時間を費やした。
モンポウの《子供の情景（Scènes d'enfants）》は、フランスの音楽評論家エミール・ヴュイエルモーズをして、「クロード・ドビュッシーの後継者」と言わしめ、歌曲集《夢のたたかい》の第1曲「君の上には花ばかり」を初めて聞いた作曲家のフランシス・プーランクは、感動のあまり3度続けて演奏を求めたという。

## 作品一覧
作品の多くはピアノ曲であるが、声楽曲にも優れたものが見られる。彼は、演奏会ピアニストとしての経歴を断念したが、ピアノ作品の作曲は続けていた。
1974年には自作のピアノ曲全集の録音を発表しており、これは現在、ブリリアント・クラシックスレーベルによって復刻された。歌と踊り第14番は「カタルーニャ現代ピアノ曲アンソロジー」のための単発書き下ろし作品のため、この曲だけ作曲者は録音をのこすことはできなかった。
《ひそやかな音楽》や《歌と踊り》は、モンポウの代表作としてだけでなく、スペイン国民楽派亡き後の近代スペイン楽壇の重要なピアノ曲として、再評価が進められている。

### ピアノ曲
- 内なる印象（Impresiones intimas - Planys）1911年～1914年
- 子どもの情景（Scènes d'enfants）1915年～1918年
- 山(舞曲)(Muntanya(Dansa)) 1915年
- 街はずれ（Suburbis）全5曲 1916年～1917年
- 魔法の歌（Cants màgics）全5曲 1919年
- 遠くの祭り（Fêtes lointaines - six pièces pour piano）1920年
- 魅惑（Charmes）1920年～1921年
- 3つの変奏曲（Trois variations）1921年
- 対話（Dialogues）1923年
- パリ万博の思い出（Souvenirs de l'Exposition）1937年
- ショパンの主題による変奏曲（Variations sur un thème de Chopin）1938年～1957年
- 風景（Paisajes）1942年～1960年
- 前奏曲集（Préludes）全12曲 1927年～1960年
- 橋（El pont）1946年
- ひそやかな音楽（Música callada）
  - 第1集 Primer cuaderno - 1959年
  - 第2集 Segundo cuaderno - 1962年
  - 第3集 Tercer cuaderno - 1965年
  - 第4集 Cuarto cuaderno - 1967年
- 歌と踊り（Cançons i danses）全15曲　1921年～1979年（下記のように第13曲のみギター独奏曲、第15曲のみオルガン曲）
- 揺りかごの歌（Canción de cuna）1951年

### ギター曲
- コンポステーラ組曲（Suite Compostelana）1962年
- 歌と踊り 第13曲 1986年
- 歌と踊り 第10曲（ピアノ独奏曲からの編曲）

### 管弦楽曲
- 子供の情景（ピアノ曲集からアレクサンドル・タンスマンによる編曲）
- 街はずれ（ピアノ曲集からマニュエル・ロザンタールによる編曲）
- 管弦楽伴奏つき合唱曲《Los Improperios》1964年（フランシス・プーランクの追悼に）

### 室内楽曲
- 橋（El pont）1977年 - チェロとピアノのための小品[2]。

### ピアノ伴奏歌曲
- 灰色の時刻（L'hora grisa）1916年
- 4つの旋律（Cuatro melodías）1925年
- 子守唄（Comptines）1926年～1943年
- 夢のたたかい（Combat del somni）1942年～1950年
- 魂の歌（Cantar del alma）1951年
- ベッケル歌曲集（Canciones becquerianas）1971年

## 音源
- Raffaele Mani esegue F.Mompou（郊外）
- Magda Tagliaferro and Sakharoff in Cinephonie. Mompou [リンク切れ]（庭の少女たち、《子供の情景》より）
- Stephen Hough: Federico Mompou Jeunes filles au jardin[リンク切れ]（同上）
- Federico Mompou: Preludio e Cuna[リンク切れ]（コンポステラ組曲）
- Suite Compostelana: IV Recitativo, by F. Mompou（コンポステラ組曲）
- VICTORIA DE LOS ANGELES.MOMPOU.1971 FILM& SONG IN HER HOME ![リンク切れ]（君の上にはただ花ばかり）
- Cantar del Alma by Frederico Mompou（魂の歌）